# 星野裕矢
星野 裕矢（ほしの ゆうや、1987年1月17日 - ）は、新潟県魚沼市出身のシンガーソングライター、音楽家、ラジオパーソナリティ。血液型はA型。2007年からシンガーソングライターとして東京と札幌を拠点として活動中。

## 人物
ギターを弾きはじめたのは18歳の頃。アマチュアのフォークシンガーであった父親の影響から、1970年代の邦人アーティストに関する知識が豊富。北里大学水産学部に在籍していた20歳の頃から楽曲制作を始め、シンガーソングライターとなる。好きなアーティストは、安全地帯、Char、友川かずきなど。老人ホームの慰問ライヴなどの経験を通じて、昭和初期の楽曲も自らの血肉としている。

## 来歴

### 幼少・青少年期
- 1987年、新潟県魚沼市で米農家の家庭に生まれる。
- 2005年、北里大学進学。三陸キャンパス在学中に、地元のフェスやライブハウスで音楽活動を開始。
- 2010年〜2012年、活動拠点を東京へ移し、ライブハウスで働きながらシンガーソングライターとしての道を築き始める。
- 2012年、北海道札幌市の事務所へ所属。活動拠点を北海道へと移し、同じく所属していた蛎崎弘に曲へのアドバイスを受けながら、1年の歳月をかけ「アイヱ」が完成する。レコーディングとプログラミングには安全地帯のギタリスト矢萩渉と武沢侑昂が担当し、コーラスには両氏の他蛎崎が参加。同時に手がけていた曲は、星野の生まれた1987年に矢萩渉が「蛎崎弘+"r"project」のために作った未発表の曲に、星野が作詞を行い「遠い瞳」となった。また、同年9月より札幌市白石区のエフエムしろいしにて「星野裕矢の生歌放送局」のDJとしても活動している[2]。

### ソロデビュー
- 2013年6月、1st.シングル「アイヱ」でソロデビュー。「アイヱ」「遠い瞳」に星野が東京での活動期間中に制作発表した「冬虫夏草」を加えた3曲入りの1st.シングル「アイヱ」をライブ会場で限定販売するため、Limited Editionとして6月に発売を開始。ソロデビューした。
- 2014年2月、1st.アルバム「アイヱ」に収められた新曲「櫻」のプロモーションのため、沖縄を皮切りに桜前線とともに北上する2014櫻全国ツアーを行う[3]。9月には、東京での音楽活動でホームグラウンドとして利用していたライブハウス GRAPEFRUIT MOON において、矢萩渉と武沢侑昂との初共演を果たす[4]。

### EZO
- 2014年11月、安全地帯のギタリスト矢萩渉と武沢侑昂と共に音楽ユニットEZOを結成[5]。

## ディスコグラフィ

### シングル
アイヱ（2013年6月29日）演奏・プログラミング:矢萩渉・武沢侑昂・星野裕矢
1.アイヱ 2.遠い瞳 3.冬虫夏草
『宇宙戦艦ヤマト2202 愛の戦士たち』主題歌（2018年1月24日）
2.CRIMSON RED（『宇宙戦艦ヤマト2202 愛の戦士たち』第四章エンディングテーマ）
ひまわり （2018年8月1日）
1.ひまわり 2.たとえばヘミングウェイみたいに（Recorded Live at Mona Records Tokyo, 27/6/2018） 3. ひまわり（オリジナル・カラオケ）

### アルバム
「アイヱ」（2014年3月22日）演奏・プログラミング:矢萩渉・武沢侑昂
1.アイヱ 2.櫻 3.世界の片隅で 4.sayonara 5.弟 6.愛だけは 7.遠い瞳 8.美しい夢
『君はおぼえているかい』（2017年8月23日CD発売 / 9月ハイレゾ配信リリース）
1.Let's Dance 2.Peat 3.たとえばヘミングウェイみたいに 4.変わらぬ想い 5.惑星とライオン 6.おいしいコーヒーの淹れ方
作詞・作曲：星野裕矢

### 映像作品
2014 星野裕矢 9.15 ONE MAN LIVE With 矢萩渉&武沢侑昂 at GRAPEFRUIT MOON（2014年11月11日）
演奏:矢萩渉・武沢豊・野中大司・秋山昇・櫻井純気・神林祥太・飯田きゅうり
1.木をきる 2.遠い瞳 3.世界の片隅で 4.ある男の唄 5.sayonara 6.愛だけは 7.RENA 8.櫻 9.美しい夢 10.アイヱ 11.弟 12.アイヱ(アンコール)

## 主な音楽活動

### 参加した主なイベント・フェスなど
※個人・企業主催を除く
- 2013年○日本ストーリーデザイン大賞授賞式（熱海）○第24回 下北沢+被災地 命をつなごうマーケット（東京）○okirai summer2013(大船渡)○京極ふるさとまつり○第51回倶知安じゃが祭り○第50回登別地獄まつり[7]○ルスツふるさと祭り○北の恵み 食べマルシェ2013（旭川）○第42回増毛町秋味まつり○2013野幌商店街ハロウィンフェスティバル（江別）
- 2014年○いのちをつなぐチャリティーマルシェvol.7（札幌）2月より各地域活性化のため桜まつりを巡るツアーを実施[8]○沖縄LIVE・漫湖公園さくらまつり・与儀公園なはさくらまつり[9]○伊豆高原LIVE・伊豆高原駅やまもプラザ内コンコース・伊豆高原駅前駐車場○北九州LIVE・小倉城さくらまつり・紫川リバーサイドフェスタ○群馬県LIVE・赤城南面千本桜まつり[10]・赤城山裾野の春まつり○新潟LIVE・新潟万代アースフェスタ[11]・COCOLO Special Festa・悠久山公園桜まつり○北海道LIVE・しずない桜まつり・和寒町三笠山夜桜まつり[12]・増毛えび地酒まつり[13]・大空町芝桜まつり[14]